# Rozz Williams
Pour les articles homonymes, voir Williams.
Rozz Williams (6 novembre 1963 - 1er avril 1998) est un parolier, musicien et poète, plus connu comme étant le créateur et chanteur du groupe Christian Death.
Rozz Williams est né Roger Alan Painter à Pomona en Californie et est élevé dans une famille de baptistes avec trois frères et sœurs. À l'adolescence, attiré par la scène punk il commence à jouer dans des groupes locaux.
En 1979, il forme le mythique groupe de death rock, Christian Death. En 1985, il s'en sépare pourtant, au profit d'autres projets musicaux comme Premature Ejaculation, puis Shadow Project fondé avec sa femme Eva O. Suivront Daucus Karota, Heltir, EXP, et de nombreux projets en collaboration ou en solo.
Il est retrouvé pendu dans son appartement le 1er avril 1998.

## Discographie

### Christian Death
- Only Theatre Of Pain (Frontier) 1982
- Catastrophe Ballet (Fr. L'Invitation au Suicide) 1984
- Deathwish EP (Fr. L'Invitation au Suicide) 1984
- Ashes (Nostradamus) 1985
- The Decomposition of Violets (Contempo Records) 1990
- The Iron Mask (Cleopatra) 1992
- Skeleton Kiss EP (Cleopatra) 1992
- The Path of Sorrows (Cleopatra) 1993
- Iconologia (Triple X) 1993
- Sleepless Nights: Live 1990 (Cleopatra) 1993
- Invocations: 1981-1989 (Cleopatra) 1993
- The Doll's Theatre (Cleopatra) 1994
- The Rage of Angels (Cleopatra) 1994
- Tales of Innocence: A Continued Anthology (Cleopatra) 1994
- Death in Detroit (Cleopatra) 1995
- Death Club (Cleopatra) 2005

### Shadow Project
- Shadow Project (Triple X) 1991
- Dreams for the Dying (Triple X) 1992
- Dead Babies/Killer (Triple X) Cassette 1992
- In Tuned Out — Live '93 (Triple X) 1994
- From the Heart (Hollows Hill Sound Recordings) 1998

### Premature Ejaculation
- PE - Pt.1 (Happiest Place on Earth) Cassette 1981
- PE - Pt.2 (Happiest Place on Earth) Cassette 1981
- A Little Hard to Swallow (Malaise Music) Cassette 1982
- Living Monstrocities/Descent (Happiest Place on Earth) Cassette 1985
- Body of a Crow (Happiest Place on Earth) Cassette 1986
- Death Cultures (Happiest Place on Earth) Cassette 1987
- Assertive Discipline (Happiest Place on Earth) Cassette 1988
- Death Cultures III (Happiest Place on Earth) Cassette 1988
- Night Sweats (Happiest Place on Earth) Cassette 1988
- Blood Told in Spine (Happiest Place on Earth) Cassette 1988
- Death Cultures (Happiest Place on Earth) Cassette 1989
- Anesthesia (Dark Vinyl Records) 1992
- Necessary Discomforts (Cleopatra) 1993
- Estimating the Time of Death (Triple X) 1994
- Error genetico (artificial hearing) 1995
- Dead Horse Riddles (Malaise Music) Cassette 1994
- Wound of Exit (Hollows Hill Sound Recordings) 1998

### Daucus Karota
- Shrine EP (Triple X) 1994
- Steeple Waregem

### Heltir
- Il Banchetto Dei Concri/VC-706 (Happiest Place on Earth) Cassette 1989
- 69 Rituals (Happiest Place on Earth) Cassette 1989
- Neue Sachlichkeit (Triple X) 1994

### EXP
(Hollows Hill Sound Recordings) 1996

### Rozz Williams and Gitane Demone
- Dream Home Heartache (Triple X) 1995

### Rozz Williams
- Every King a Bastard Son (Cleopatra) 1992
- The Whorse's Mouth (Hollows Hill Sound Recordings) 1996
- Live In Berlin (Hollows Hill Sound Recordings) 2000
- Accept The Gift of Sin(live album) (Hollows Hill Sound Recordings) 2003

## Filmographie
- Pig (Cult Epics) 1999